# Centromor
CENTROMOR – pierwotnie przedsiębiorstwo handlu zagranicznego, powołane w 1950 r. przez Ministerstwo Handlu Zagranicznego do obsługi eksportu produktów przemysłu stoczniowego pod nazwą Centrali Morskiej Importowo-Eksportowej – Przedsiębiorstwa Państwowego.
W 1954 r. zmieniono firmę przedsiębiorstwa na Centralę Morską Importowo-Eksportową „Centromor”. W 1970 r. Centromor przyporządkowano Zjednoczeniu Przemysłu Okrętowego oraz wyodrębniono z niego PHZ „Navimor”, który podporządkowano Zjednoczeniu Morskich Stoczni Remontowych. W 1982 r. Centromor przekształcono w spółkę akcyjną, z 51% udziałem Skarbu Państwa. Od 1996 Centromor poddano reorganizacji i prywatyzacji. W tzw. III RP Centromor zajmował się sprzedażą maszyn, urządzeń przemysłowych, statków i samolotów.

## Naczelni Dyrektorzy/Prezesi[1]
- 1950–1956 – Dawid Guterman, dyr.
- 1956 – Zygmunt Adamski, p.o. dyr.
- 1957–1965 – Tadeusz Prechitko, dyr. nacz.
- 1965–1967 – Ryszard Zabłocki, dyr. nacz.
- 1967–1971 – Mieczysław Baran, dyr. nacz.
- 1971–1975 – Włodzimierz Stażewski, dyr. nacz.
- 1975–1980 – Klemens Walkowiak, dyr. nacz.
- 1980–1982 – Roman Bogacz, dyr. nacz.
- 1982–1986 – Władysław Kugacki, prezes
- 1986–1990 – Aleksy Latra, prezes
- 1990–2005 – Ryszard Ferworn, prezes
- 2005–2008 – Henryk Ogryczak, prezes[2]
- od 2008–do odwołania – Elżbieta Małgorzata Romanowska Wolny, prezes[3]
- obecnie (2025) Anna Kraszczyńska, prezes

## Siedziba
Początkowo przedsiębiorstwo z siedzibą w Warszawie, przy ul. Hożej 35 (1950-1952), w budynku Metalexportu (proj. Zbigniew Karpiński) przy ul. Mokotowskiej 49 (1952–1966) i w budynku Universalu w Al. Jerozolimskich 44 (1966). W tymże też roku, w 1966, Centromor przeniesiono z Warszawy do Gdańska – do budynku zaprojektowanego i wybudowanego dla Hydrobudowy IV przy ul. Okopowej 7 (do 2007); następnie ponownie w Warszawie, w al. Jana Pawła II 80 (od 2007 r.).